# Берега (фильм, 2002)
«Берега́» (англ. Coastlines) — независимая драма 2002 года режиссёра и сценариста Виктора Нуньеса с Тимоти Олифантом, Джошом Бролином и Сарой Уинтер в главных ролях. Премьера фильма состоялась 16 января 2002 года на кинофестивале «Сандэнс», а 31 мая 2006 года фильм вышел в ограниченном показе в Нью-Йорке.

## Сюжет
Сонни Манн — бывший зек, чьё возвращение домой из тюрьмы интересует не только его друзей, но и врагов. Местный брокер Фрэд Вэнс хочет вернуть Сонни в свой «грязный» мир. Однако, Сонни не собирается возвращаться в преступный мир, а только хочет получить причитающиеся ему деньги и возобновить свой роман с Энн, которая сейчас замужем за его лучшим другом, местным шерифом Дэйвом Локхартом.

## В ролях
| Актёр             | Роль                    |
| ----------------- | ----------------------- |
| Тимоти Олифант    | Сонни Манн              |
| Джош Бролин       | Дэйв Локхарт друг Сонни |
| Сара Уинтер       | Энн Локхарт             |
| Скотт Уилсон      | Па Манн                 |
| Анджела Беттис    | Эффи Бендер             |
| Джош Лукас        | Эдди Вэнс               |
| Роберт Уиздом     | Боб Джонсон             |
| Дэниел фон Барген | шериф Тэйт              |
| Блэйк Линдсли     | девушка в баре          |
| Роберт Глаудини   | Генри                   |
| Эдвин Ходж        | Рой                     |
| Эбигейл Мавити    | Рэйчел Локхарт          |
| Кейти Элизабет    | Триш Локхарт            |